# Hierodula atrocoxata
Hierodula atrocoxata är en bönsyrseart som beskrevs av Mukherjee 1995. Hierodula atrocoxata ingår i släktet Hierodula och familjen Mantidae. Inga underarter finns listade i Catalogue of Life.